# Viceministerio de Turismo del Perú
El Viceministerio de Turismo del Perú es el Despacho Viceministerial dependiente del Ministerio de Comercio Exterior y Turismo, en el cual se encarga de la política de la actividad turística en el país.

## Funciones
- Formular, proponer, dirigir, ejecutar y evaluar la política de desarrollo de la actividad turística y artesanal;
- Formular, proponer, dirigir, ejecutar y evaluar el Plan Estratégico de Turismo Sostenible;
- Formular, proponer, dirigir, ejecutar y evaluar el Plan Estratégico para el desarrollo de la actividad artesanal;
- Formular y proponer políticas y normas para regular y supervisar el desarrollo de la explotación de los juegos de casino y máquinas tragamonedas;
- Dirigir y supervisar las actividades de los Proyectos y Comisiones correspondientes al ámbito de su competencia;
- Proponer mecanismos para el desarrollo de la inversión privada en la actividad turística y artesanal;
- Fomentar la creación de Centros de Innovación Tecnológica - CITEs para el desarrollo de la actividad turística y artesanal;
- Proponer la declaración de Zonas de Desarrollo Turístico Prioritario y de Zonas de Reserva Turística;
- Formular y proponer las normas reglamentarias que correspondan a la actividad turística y artesanal;
- Participar en la orientación y coordinación de los planes y supervisión de la ejecución de obras de interés turístico y artesanal que realicen las Regiones y Gobiernos Locales;
- Emitir opinión sobre los proyectos de normas legales y administrativas elaborados por otros organismos públicos que tengan relación con el turismo y la artesanía;
- Coordinar con otros organismos de la Administración Pública y Privada, que tengan relación con las actividades orientadas al desarrollo turístico y artesanal del país;
- Representar al Estado en los contratos de concesión para la explotación de fuentes de agua minero medicinales con fines turísticos;
- Suscribir convenios o acuerdos de cooperación interinstitucional con entidades públicas o privadas sobre asuntos relacionados con la actividad turística y artesanal;
- Resolver los recursos de apelación relacionados con los procedimientos bajo su competencia;
- Expedir Resoluciones Viceministeriales en las materias que le corresponde o le hayan sido delegadas;
- Promover el mejoramiento de la calidad y competitividad de los productos artesanales;
- Fomentar la ejecución de proyectos, programas u otros mecanismos convenientes para el desarrollo de la artesanía;
- Promover la inserción de los productos artesanales en el mercado nacional e internacional;
- Representar al Estado en las reuniones de carácter sectorial, multisectorial o en eventos nacionales e internacionales de su competencia;
- Coordinar el cumplimiento de las disposiciones que normen las actividades de su competencia;
- Las demás funciones que le asigne el ministro y las que le corresponda según las normas legales vigentes.
- Supervisar la ejecución de los proyectos de inversión que lleva a cabo el Proyecto Especial Plan COPESCO Nacional.
- Proponer, coordinar, ejecutar y supervisar los planes para la promoción del turismo social, el turismo rural comunitario y el uso turístico del patrimonio arqueológico cultural, así como para la protección del turista, seguridad turística y demás actividades para promover el desarrollo del turismo que se deriven de la Ley de Organización y Funciones del MINCETUR y de la Ley General del Turismo.
- Coordinar con los Gobiernos Regionales la capacitación y asistencia técnica que requieran para el ejercicio de las funciones transferidas, dentro del proceso de descentralización;

## Estructura
- Dirección General de Investigación y Estudio sobre Turismo y Artesanía
- Dirección General de Políticas de Desarrollo
- Dirección General de Estrategia Turística
- Dirección General de Artesanías
- Dirección General de Juegos de Casino y Máquinas

## Lista de viceministros
- José Miguel Gamarra Skeels (1997-2001)
- Franklin Ramiro Salas Bravo (2001-2006)
- Luis Fernando Helguero González (2006)
- Agnes Franco Temple (2006)
- Alfonso Salcedo Rubio (2006-2007)
- Eduardo Arrarte Fiedler (2007-2008)
- Pablo López de Romana Cáceres (2008-2010)[1]
- Boris Gómez Luna (2010)
- María Seminario Marón (2010-2011)[2]
- Claudia Cornejo Mohme (2011-2013)
- José Miguel Gamarra Skeels (2013-2014)[3]
- María del Carmen de Reparaz Zamora (2014-2016)[4]
- Rogers Valencia Espinoza (2016-2018)
- Liz Blanca Chirinos Cuadros (2018-2019)
- José Ernesto Vidal Fernández (2019-2020)[5]
- Guillermo Cortés Carcelén (2020)[6]
- Carlos Ernesto Benites Saravia (2020)[7]
- Lyda Mercedes García Cortez (2020-)